# Djoliba Athletic Club
Djoliba Athletic Club – malijski klub piłkarski, grający obecnie w pierwszej lidze, mający siedzibę w mieście Bamako, stolicy kraju.

## Historia
Klub został założony w 1960 roku. Jego nazwa „Djoliba” to w tamtejszym języku bambara przepływająca przez Mali rzeka Niger. Gdy Mali było kolonią francuską, zespół nosił przydomek „Foyer du Soudan”.
Swój pierwszy tytuł mistrza kraju zespół wywalczył w 1966 roku. W latach 70. największą gwiazdą klubu był jego kapitan Tiekoro Bagayoko. Djoliba był wspierany także przez ówczesnego dyktatora Mali, Moussę Traoré i w tamtej dekadzie 6-krotnie był mistrzem kraju, a 8 razy zdobywał Puchar Mali. Obecnie jest najbardziej utytułowanym klubem w kraju (stan na styczeń 2010) – ma na koncie 21 tytułów mistrzowskich i 19 krajowych pucharów.

## Sukcesy
- Malien Premiere Division 24

1966, 1967, 1968, 1971, 1973, 1974, 1975, 1976, 1979, 1982, 1985, 1988, 1990, 1992, 1996, 1997, 1998, 1999, 2004, 2008, 2009, 2012, 2022, 2024
- Puchar Mali: 19

1965, 1971, 1973, 1974, 1975, 1976, 1977, 1978, 1979, 1981, 1983, 1993, 1996, 1998, 2003, 2004, 2007, 2008, 2009
- Superpuchar Mali: 5

1993, 1994, 1997, 1999, 2008